# Hera di Samo
L'Hera di Samo è una scultura in marmo (h. 192 cm), databile al secondo quarto del VI secolo a.C. e conservata nel Museo del Louvre a Parigi. Si tratta di una delle sculture greche più antiche, dedicata alla dea Hera nel santuario di Samo, da un membro dell'aristocrazia ionica di nome Cheramyes, come indicato dall'iscrizione incisa lungo il bordo del velo (epiblema). Dal 1881 è conservata al Museo del Louvre dove è registrata con il numero di inventario Ma 686.
È una statua acefala, cioè senza testa.

## Descrizione
La statua riassume in sé tutte le caratteristiche della scultura ionica: la forma quasi cilindrica della figura viene enfatizzata dalle pieghe verticali e dritte del chitone ionico, mentre il mantello obliquo è animato dal movimento del braccio che viene portato al petto, attributo della dea. Forse anticamente la mano sollevata teneva una melagrana. Nonostante la forma cilindrica, simile a una colonna, i volumi suggeriti dalle vesti eliminano l'idea di immobilità, conferendo alla figura un'aria di ieratica maestà. la struttura compatta è ingentilita dalla sinuosità della linea di contorno.
La mano sinistra, scomparsa, probabilmente teneva un dono votivo, in questo caso si pensa una melagrana.
La κόρη (kòre), che rappresenta la dea Era o una giovane sacerdotessa che reca offerte al tempio della dea, è formata da una base cilindrica sulla quale si posa il busto nascosto da un himation dal quale esce solo un braccio (è pervenuta acefala e senza il braccio sinistro). Le scanalature sul chitone e quelle sull'himation, da cui nasce l'idea della colonna scanalata del tempio greco, mostrano come la luce si identifichi con la materia nel momento del contatto con questa.